# Zdeněk Pokorný (architekt)
Zdeněk Pokorný (24. července 1909 Pardubice – 27. dubna 1984) byl český architekt a grafik.

## Život
V letech 1927 až 1935 studoval na Českém vysokém učení technickém v Praze. Po škole (1935–1937) působil ve filmových ateliérech a počínaje rokem 1937 se stal samostatným projektantem v ateliéru s Františkem Cubrem. Po druhé světové válce roku 1949 byl tento ateliér začleněn do Stavoprojektu.
Ve své odborné praxi se věnoval především interiérům a výstavním prostorům. Vytvořil návrhy vil, obchodních a průmyslových objektů či zařízení do interiérů budov. Mezi jeho díla se tak řadí například interiér státního pavilonu v Miláně (1942) nebo lipská veletržní expozice (1942). Participoval též na architektonické podobě československého pavilonu na Světové výstavě 1958 (EXPO) nebo na řešení interiéru národního pavilonu na Světové výstavě 1967. Na obou těchto pavilonech spolupracoval s architekty Františkem Cubrem a Josefem Hrubým.
Pokorný se též věnoval výtvarnému umění. Byl kreslířem, karikaturistou a věnoval se i užité grafice, především plakátům.